# Governatorato di Podlachia
Il governatorato di Podlachia (in polacco: Gubernia podlaska) fu un'unità amministrativa (governatorato) del Regno del Congresso (Polonia).
Fu creato nel 1837 dal Voivodato di Podlachia, ed ebbe capitale a Siedlce. Nel 1844 il suo territorio fu aggiunto al governatorato di Lublino; nel 1867 fu ricreato come governatorato di Siedlce.